# Traditional bock
Traditional bock é um estilo de cerveja lager. É doce, relativamente forte (6,3% -7,2% em volume) e levemente lupulada (20-27 IBUs). Essa cerveja deve ser clara, e a cor pode variar de cobre claro ao castanho, com um abundante e persistente colarinho. O aroma deve ser maltado, possivelmente com dicas de álcool, mas nenhum lúpulo detectáveis ou frutado. O paladar é suave, com baixa a moderada carbonatação e sem adstringência. O sabor é rico, às vezes com um pouco de caramelo. Mais uma vez, a presença de lúpulo é baixa a indetectável, fornecendo apenas amargor suficiente para que a doçura não seja enjoativa e o retrogosto seja impactado.  Os seguintes produtos comerciais são representantes do estilo: Super bock, Einbecker Ur-Bock Dunkel, Pensilvânia Brewing St. Nick Bock, Aass Bock, Great Lakes Rockefeller Bock, Stegmaier Brewhouse Bock.
Foi criada na cidade de Einbeck, na Alemanha, um polo produtor e exportador de cervejas na época da Liga Hanseática (Hanseatic League, séculos XIV a  XVII). No começo do século XVII, foi recriada em Munique. O nome “Bock” é baseado em uma variação do nome “Einbeck” do dialeto Bávaro, e usado apenas após chegada dessa cerveja em Munique. “Bock” também significa “bode” em alemão, sendo comumente usado em logotipos e propagandas. 
Variações incluem Maibock ou Helles bock, uma versão mais clara e lupulada para ser consumida nos festivais de primavera; doppelbock, uma versão mais forte e maltada e a eisbock, uma versão muito mais forte feita pelo congelamento parcial da cerveja para posterior remoção do gelo de água que forma.